# Warluwara
Warluwara är ett utdött australiskt språk. Warluwara talades i Queensland. Warluwara tillhörde de pama-nyunganska språken.